# 张敏 (明朝宦官)
張敏（1434年—1485年），字太德，或字輔德，福建省同安縣綏德鄉翔風里十七都（今金門縣金沙鎮青嶼社）人，明朝宦官。曾因违背万贵妃意，而私下保护尚未出生、以及年幼的明孝宗。《明史》記載張敏在呈明明宪宗此事不久後，怕萬貴妃報復吞金而亡，但是在《同安縣志》 與《金門縣志》 中，記載張敏是在成化乙巳年（1485年）逝世。

## 生平
以下生平来自清修《明史》
張敏是金門青嶼張氏始祖張均正的五世孫，幼時雙親去世，由長兄張太常撫養。明正統二年（1437年）福建沙縣、尤溪鄧茂七起事，金門亦受波及，張敏族人在事後遭指控與賊人勾結(冤獄.致敏叔張益彬死)，年長者被判戍軍，幼丁則被閹割，張敏即是因此與堂兄張本、從兄張慶被閹，送到京師，之後張敏被選入宮廷內府為監。
在後宮萬貴妃專制下，一位被没入宫中任內藏女史（倉庫管理員）的紀氏女被明宪宗臨幸怀孕。但當時只要是妃嬪懷有龍種，都會被萬貴妃強迫墮胎或殺害。張敏知道纪氏懷孕會被墮胎，所以隱瞞其懷孕的消息，後來嬰兒出生，萬貴妃命殺之，但是張敏却将婴儿偷偷養大，很多宮女太監也都幫忙，被废的吳皇后也來幫忙。
成化十一年（1475年）的一天，憲宗召張敏櫛髮，對鏡子嘆氣：“我老了，還沒有兒子。”張敏伏地說道：“臣死罪，萬歲已經有了兒子。”憲宗愕然，問哪裡有？張敏說：“我說了之後就會死，皇上得為小皇子做主。”太監懷恩也說道：“張敏說的是事實。皇子潛養西內，今已六歲，一直隱匿消息不敢傳出去而已。” 宪宗得知自己有子，很兴奋；皇子身分被證實後，紀氏被封为淑妃。

## 逝世
《明史》記載成化十一年（1475年）六月，紀淑妃暴薨。張敏得知紀淑妃死後，甚為懼怕，遂吞金而死。但据《明史·杨继宗传》，成化十三年（1477年）宦官汪直得势后，仍有张敏诋毁杨继宗及写信提醒张庆“皇上已经知道杨继宗，要善待他”等活动的记载。《玉堂丛语》记载张敏素来骄贵，因被晚辈怀恩出言斥责，回家后愤恨而死。地方志書則記載張敏乃成化廿一年（1485年）患病，經太醫診治後不治病逝，明憲宗震悼，賜銀幣為殯殮，遣司禮、御馬兩監治喪，復賜寶鈔二萬貫、冠帽、牙牌、玉帶，祭二壇，戶部給齋糧麻布，工部造墳，而明孝宗即位後，追賜張敏璽書、通州（河北省通州安德鄉）三百畝墓地、守卒二十人。

## 亲属
- 張本（堂兄）御馬監
- 張庆（從兄）司設監